# 血管内皮細胞プロテインC受容体
血管内皮細胞プロテインC受容体（けっかんないひさいぼうプロテインCじゅようたい、血管内皮プロテインCレセプター、英: endothelial protein C receptor, EPCR）は血管内皮細胞に存在する膜タンパク質であり、ヒトではPROCR遺伝子にコードされる。EPCRはプロテインCの受容体であり、トロンビン-トロンボモジュリン複合体によるプロテインCの活性化を促進する。活性化プロテインCは抗血液凝固作用をもつ因子であり、EPCRは活性化プロテインCが関与する細胞保護作用を促進する。 

## 構造
EPCRタンパク質は、N-グリコシル化を受けるI型膜タンパク質であり、プロテインCの活性化を促進する。深い溝を持つことで特徴づけられる、MHCクラスI/CD1ファミリーに属する。この溝はこのファミリーの他のタンパク質では抗原の結合に利用されることが多いが、EPCRでは異なる。 
CD1と同様、EPCRの溝には脂質が結合している。結合している脂質は多くの場合ホスファチジルコリンであるが、ホスファチジルエタノールアミンである可能性もあり、この結合はおそらく直接的接触ではない形で、プロテインCの結合に寄与している。

## 臨床的意義
この遺伝子の変異は、静脈血栓塞栓症や心筋梗塞、さらには妊娠後期の流産と関連していると考えられている。
また、このタンパク質は熱帯熱マラリア原虫Plasmodium falciparumによるマラリアとも関係しており、PfEMP1ファミリーのいくつかのサブタイプは宿主のEPCRを受容体として利用する。